# Cobalt(III) hydroxide
cobalt(III) hydroxide là một hợp chất vô cơ với công thức hóa học Co(OH)3. Nó là một hợp chất ion, với các cation cobalt hóa trị ba Co3+ và các anion hydroxide OH−.

## Điều chế và tính chất
Hợp chất này được biết đến ở hai dạng khác nhau, "màu nâu đen" và "màu xanh lá cây". Dạng màu nâu đen là một chất rắn ổn định và có thể được điều chế bằng phản ứng của dung dịch nước cobalt(II) chloride và natri hydroxide, sau đó được oxy hóa bằng ozon.
Dạng màu xanh lá cây, trước đây được cho là cobalt(II) peroxide, dường như cần carbon dioxide làm chất xúc tác. Nó có thể được điều chế bằng cách thêm hydro peroxide vào dung dịch cobalt(II) chloride trong etanol 96% ở -30 đến -35 ℃, sau đó thêm dung dịch natri carbonat 15% trong nước và khuấy mạnh. Bột màu xanh lá cây đậm tạo thành khá ổn định ở nhiệt độ nitơ lỏng, nhưng ở nhiệt độ phòng nó chuyển sang màu nâu sẫm trong vòng vài ngày.

## Xuất hiện trong tự nhiên
cobalt(III) hydroxide chưa được biết đến trong số các loại khoáng chất đã biết (tính đến năm 2020). Tuy nhiên, oxyhydroxide tương ứng của nó đã được biết đến – heterogenit, CoO(OH).